# 57e armée (Japon)
La 57e armée (第57軍, Dai-go-jū-nana gun) est une unité de l'armée impériale japonaise basée dans la préfecture de Kagoshima à la toute fin de la Seconde Guerre mondiale.

## Histoire
La 57e armée est créée le 8 avril 1945 et placée sous le contrôle de la 16e armée régionale dans le cadre des tentatives désespérées du Japon d'empêcher une invasion américaine du sud de l'île de Kyūshū durant l'opération Downfall. La 57e armée est basée à Takarabe (en) dans la préfecture de Kagoshima. Elle est principalement composée de réservistes sous-entraînés, d'étudiants conscrits, et de miliciens locaux des corps combattants des citoyens patriotiques.
Bien que les Japonais soient capables de former de nouvelles armées, l'entraînement et l'équipement de leurs soldats est plus difficile. En août, l'armée japonaise a l'équivalent de 65 divisions au Japon mais assez d'équipement pour seulement 40 et de munitions pour seulement 30.
Les Japonais décident de ne pas tout miser sur le résultat de la bataille de Kyūshū, mais ils concentrent leurs actifs à un degré tel qu'ils n'auraient plus eu de réserves disponibles. Il est estimé que les forces présentes à Kyūshū disposent de 40 % du total des munitions au Japon.
De plus, les Japonais forment des corps combattants des citoyens patriotiques qui intègrent tous les hommes en bonne santé de 15 à 60 ans et les femmes de 17 à 40 ans. Les armes, l'entraînement, et les uniformes manquent globalement, certains hommes ne sont même armés qu'avec des mousquets à chargement par la bouche, des arcs longs, ou des lances de bambou. On attend cependant d'eux qu'ils fassent leur devoir jusqu'au bout.
Elle est dissoute au moment de la reddition du Japon le 15 août 1945 sans avoir combattu.

## Commandement
|                   | Nom                                | De           | À                  |
| ----------------- | ---------------------------------- | ------------ | ------------------ |
| Commandant        | Lieutenant-général Kanji Nishihara | 6 avril 1945 | 1er septembre 1945 |
| Chef d'État-major | Major-général Yasumasa Yoshitake   | 6 avril 1945 | 1er septembre 1945 |